# 무말랭이무침
무말랭이무침은 무를 말려 만든 무말랭이를 양념에 무친 음식이다.
고구마말랭이 같이 말린다.

## 방언
무말랭이가 각 지역에선 오그락지, 무말랭이 등으로 불린다

## 특징
- 건조식품이다.
- 무를 양념에 무친 것이다.